# Palm III
La Palm III es la primera PDA de la línea Palm III y también el primer ordenador de mano de Palm Computing en soportar la transferencia de archivos por infrarrojos y un sistema operativo actualizable alojado en Flash ROM. La primera Palm III se puso en venta en 1998. Fue seguida en 1999 por la Palm IIIe y Palm IIIx cada uno con nuevo sistema operativo y mejores pantallas y por las Palm IIIc y Palm IIIxe en el 2000.
A primera vista, la diferencia más notable entre la Palm III y su predecesor la PalmPilot es la más rugosa estilizada carcasa. Otra diferencia incluye la desaparición de la ranura de memoria, un mejor ajuste del contraste, un puerto IRDA y un alojamiento de las pilas que no se abre con facilidad, por lo que no hay que preocuparse de exponer accidentalmente las pilas durante el trabajo diario.
La Palm III corre el nuevo PalmOS 3.0 que incorporaba un nuevo lanzador de aplicaciones, un tamaño de fuente adicional, corrección de errores y otras mejoras. Equipaba dos Megabytes de EDO SDRAM para almacenaje de los datos del usuario y software adicional, y dos Megabytes de Flash ROM para almacenar el sistema operativo y las aplicaciones incluidas.
La pantalla LCD de la Palm III es esencialmente la misma que la de las Palm Pilot Professional y Palm Pilot Personal. Pese a lo que afirman varios websites de que sólo soporta 2 bits (blanco y negro), puede mostrar 4 bits de escala de grises. La pantalla LCD está retroiluminada mediante electroluminiscencia que puede activarse y desactivarse pulsando el botón de encendido durante tres segundos, lo que permite ver en zonas oscuras.
Las Palm III y IIIx fueron las únicas PDAs de la serie Palm III en tener la ROM del sistema operativo y la RAM montada en una tarjeta de memoria independiente de la placa madre. Esta tarjeta puede sustituirse por una de terceros que incrementa el almacenamiento y/o la funcionalidad.
El precio estándar sugerido para la Palm III en 1998 fue de unos $400.00.
La Palm IIIxe apareció en el 2000 y fue la segunda generación de las primeras Palms. Tenía el sistema Palm OS 3.5 y microprocesador MC68EZ328 a 16 MHz, con 8 Megabytes de RAM y 2 Megabytes de Flash ROM, con retroiluminación y escala de grises de 16 tonos, 2 Pilas AAA,6 botones, sonido básico, un puerto IRDA y base de sincronización.
La Palm IIIc tiene una pantalla en color TFT y una CPU más rápida y la Palm IIIxe tiene más RAM. Las Palm IIIc y Palm IIIxe tienen ambas carcasas negras (en oposición a las grises de los modelos anteriores), ocho Megabytes de RAM y Palm OS 3.5.
- Datos: Q2389296
- Multimedia: Palm III / Q2389296